# Sida santaremensis
Sida santaremensis är en malvaväxtart som beskrevs av Honorio da Costa Monteiro. Sida santaremensis ingår i släktet sammetsmalvor, och familjen malvaväxter. Inga underarter finns listade i Catalogue of Life.